# Liste der Monuments historiques in Saint-Arnoult (Oise)
Die Liste der Monuments historiques in Saint-Arnoult (Oise) führt die Monuments historiques in der französischen Gemeinde Saint-Arnoult auf.

## Liste der Bauwerke
| Bezeichnung        | Beschreibung   | Standort | Kennzeichnung | Schutzstatus | Datum | Bild           |
| ------------------ | -------------- | -------- | ------------- | ------------ | ----- | -------------- |
| Ehemaliges Priorat | Erbaut um 1500 | (Lage)   | PA00114851    | Inscrit      | 1988  | weitere Bilder |